# Söğütpınar, Ayvacık
Söğütpınar là một xã thuộc huyện Ayvacık, tỉnh Samsun, Thổ Nhĩ Kỳ. Dân số thời điểm năm 2010 là 800 người.